# Joachim Albertini
Joachim Albertini (Gioacchino Albertini) (ur. 30 listopada 1748 w Pesaro, zm. 27 marca 1812 w Warszawie) – włoski kompozytor i dyrygent.
Do Warszawy przybył ok. 1777, od 1782 był dyrygentem kapeli dworskiej u Stanisława Augusta Poniatowskiego. Od 1795 był na dożywotniej pensji u Stanisława Poniatowskiego, synowca króla, z którym wyjechał do Rzymu w 1796. Był żonaty z Polką, Marianną Kobendowską i za jej namową powrócił na stałe do Warszawy w 1803.
Komponował utwory instrumentalne i wokalne, głównym jego dziełem jest opera  Don Juan czyli libertyn ukarany; była to jedna z pierwszych zachowanych oper napisanych do tekstu polskiego. Opera ta, pochodząca z roku 1783, została wznowiona w 2008 przez Warszawską Opere Kameralną. Tekst libretta jest tłumaczeniem z włoskiego na polski, dokonanym przez Wojciecha Bogusławskiego.